# Chiesa della Santissima Trinità in Annunziata
La ex Chiesa della SS. Trinità in Annunziata a Foligno è una ex chiesa di rito cattolico romano sita all'incrocio di via dei Molini con via Giuseppe Garibaldi, (all'attuale numero civico 153/a) disegnata dall'architetto Carlo Murena e realizzata nel periodo dal 1760 al 1765 data quest'ultima, con ogni probabilità, anche della sua consacrazione. Edificata sul sito della preesistente chiesa di Santa Cecilia (Foligno), la facciata, rimasta incompiuta, testimonia la storia di questa chiesa per cui si erano fatti progetti ambiziosi: una firma prestigiosa per il progetto e le decorazioni in stucco da approvarsi dal pittore e architetto Domenico Valeri da Jesi. L'opera è dei maestri muratori Pietro Buccolini e Giuseppe Buccolini su disegno dell'architetto Carlo Murena. La scelta delle decorazioni in stucco sarebbe poi dovuta avvenire da parte delle monache dell'annesso Monastero dell'Annunziata delle clarisse. A distanza di ben dodici anni, tuttavia, nel 1772, la chiesa risulta solo compiuta al rustico e coperta, Murena e Valeri morti. Le monache, ansiose di officiarla, a quel punto decisero di sospendere i lavori per terminarla a miglior tempo ed allorché si trovassero più commode ancora del denaro. Colpita dalla soppressione nel 1860, dopo aver ospitato un'industria militare e poi un magazzino, oggi conserva solo le strutture murarie originali, è sede distaccata del CIAC e contenitore della Calamita Cosmica, opera dell'artista Gino De Dominicis.
Proviene da questa chiesa il quadro dell'Annunziata, di Gaetano Gandolfi, ora nella Chiesa di Sant’Apollinare (Foligno).

## Da edificio di culto a polo museale

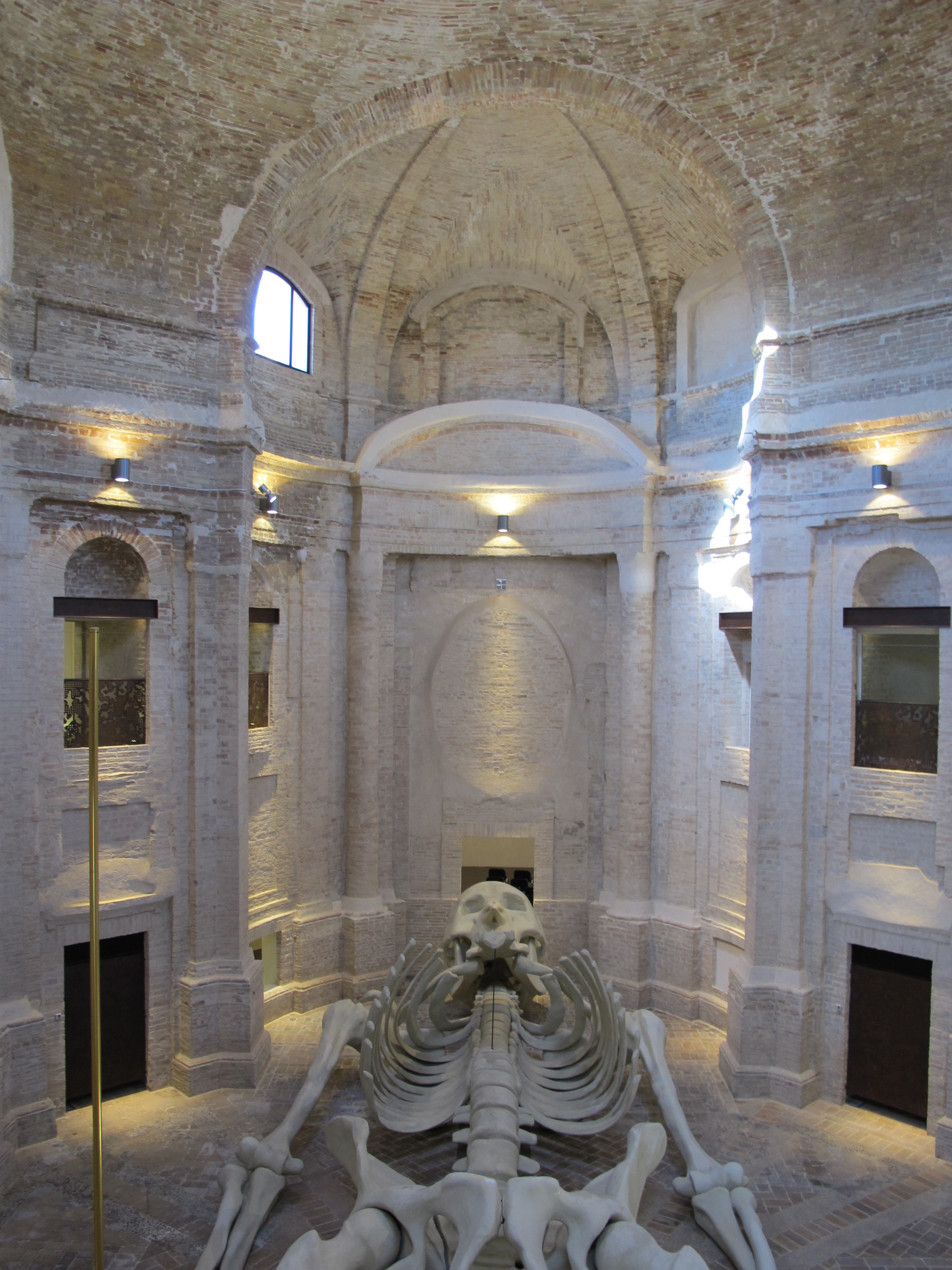
La Calamita cosmica esposta all'interno della ex chiesa

L'ex chiesa, dopo anni di inutilizzo fu sede per truppe di passaggio, panificio, granaio, caserma, ufficio ed autorimessa della Polizia di Stato, fortemente danneggiata a seguito del terremoto del 1997 , è stata ceduta gratuitamente dallo Stato al comune di Foligno e venne restaurata a cura della Regione Umbria e della Fondazione Cassa di Risparmio di Foligno. 
Il 9 aprile 2011, venne inaugurato il polo museale trasferendovi la celebre Calamita Cosmica, opera del 1988 dell'artista italiano Gino De Dominicis.